# Cantone di Lorient-Centre
Il Cantone di Lorient-Centre era una divisione amministrativa dell'Arrondissement di Lorient.
È stato soppresso a seguito della riforma complessiva dei cantoni del 2014, che è entrata in vigore con le elezioni dipartimentali del 2015.
Comprendeva parte della città di Lorient.